# Karate Musiq
Karate Musiq – polska grupa muzyczna działająca w połowie lat 90. XX wieku, grająca według samych muzyków „hard core funk”. 

## Historia
Twórcami zespołu i autorami większości kompozycji byli basista Wojciech Pilichowski oraz gitarzysta i wokalista Robert Leszczyński. Najbardziej znanym utworem zespołu stał się (Bój się go bo on jest) inny, z tekstem Leszczyńskiego na temat ksenofobii i nietolerancji; utwór został wydany na kilku kompilacjach, między innymi na składance Jedna Rasa – Ludzka Rasa. Muzyka Przeciwko Rasizmowi Stowarzyszenia „Nigdy Więcej”. Leszczyński, wówczas dziennikarz Gazety Wyborczej napisał również Piosenkę o miłości nr 7691b, w której oskarżał pismo o zdradę swoich ideałów: Ciągle więc żyjemy razem, ona zdradza mnie co dnia. Na nazwisko ma Wyborcza, na imię Gazeta!
W roku 2006 Leszczyński wspominał: To była muzyka związana ze swoimi czasami, hardcore’owo-punkowa, w połowie drogi między Panterą a Red Hot Chili Peppers. Ta muzyka miała rację wtedy, a teraz? Nie sądzę.

## Skład
- Wojciech Pilichowski – gitara basowa, śpiew
- Robert Leszczyński – gitara, śpiew
- Sebastian Piekarek – gitara
- Gerard Klawe – perkusja

Po rozpadzie zespołu Leszczyński skupił się na dziennikarstwie, Pilichowski kontynuuje solową karierę, podobnie Piekarek, który grał również na płytach Kasi Kowalskiej, zaś Klawe grał w zespole Moskwa.

## Dyskografia

### Albumy
- Kultura albo Masowa (1995)

### Kompilacje
- Rock Power: Red Rooster/Karate Musiq/Messalina/Jarocin'94 (1995)[6]
- Jedna Rasa – Ludzka Rasa. Muzyka Przeciwko Rasizmowi, część 2 (1998)[7]